# Яблоновець
Яблоновець (пол. Jabłonowiec) — село в Польщі, у гміні Троянув Ґарволінського повіту Мазовецького воєводства.
Населення — 147 осіб (2011).
У 1975-1998 роках село належало до Седлецького воєводства.

## Демографія
Демографічна структура станом на 31 березня 2011 року:
|          | Загалом | Допрацездатний вік | Працездатний вік | Постпрацездатний вік |
| -------- | ------- | ------------------ | ---------------- | -------------------- |
| Чоловіки | 81      | 12                 | 55               | 14                   |
| Жінки    | 66      | 20                 | 32               | 14                   |
| Разом    | 147     | 32                 | 87               | 28                   |